# Deutsche Turnmeisterschaften 1940
Die Deutschen Turnmeisterschaften 1940 fanden als 1. Deutsche Kriegsmeisterschaft am 10. März in der Deutschlandhalle in Berlin statt.

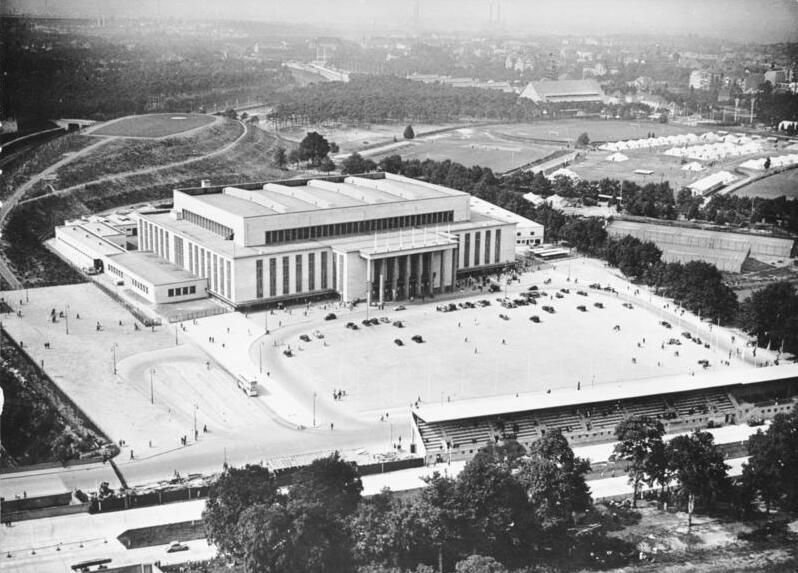
Deutschlandhalle, 1939

Meister im Einzelmehrkampf wurde Kurt Krötzsch (Leuna) vor Willi Stadel (Konstanz) und Franz Beckert (Neustadt).
Einzelmeister am Barren und Reck wurde Willi Stadel, am Seitpferd und am Boden Krötzsch und im Pferdsprung Hans Friedrich (München).